# Syntretus varus
Syntretus varus är en stekelart som beskrevs av Papp 2004. Syntretus varus ingår i släktet Syntretus och familjen bracksteklar. Inga underarter finns listade i Catalogue of Life.